# جورج فارمر (لاعب كرة قدم أمريكية أمريكي)
جورج فارمر (بالإنجليزية: George Farmer)‏ هو لاعب كرة قدم أمريكية أمريكي، ولد في 4 يوليو 1993 في لوس أنجلوس في الولايات المتحدة.

## وصلات خارجية
- جورج فارمر على موقع الاتحاد الدولي لألعاب القوى (الإنجليزية)
- جورج فارمر على موقع مرجع كرة القدم المحترفة.كوم (الإنجليزية)